# Tour de Flandes 1999
El Tour de Flandes 1999 fue la 83.ª edición de esta clásica ciclista belga. Se disputó el 4 de abril de 1999. El belga Peter Van Petegem se impuso a sus compatriotas Frank Vandenbroucke y Johan Museeuw.

## Clasificación General
| Posición | Ciclista            | Equipo                | Tiempo     |
| -------- | ------------------- | --------------------- | ---------- |
| 1        | Peter Van Petegem   | TVM-Farm Frites       | 6h 15' 00" |
| 2        | Frank Vandenbroucke | Cofidis               | m. t.      |
| 3        | Johan Museeuw       | Mapei-Quick Step      | + 01"      |
| 4        | Michele Bartoli     | Mapei-Quick Step      | + 06"      |
| 5        | Zbigniew Spruch     | Lampre-Daikin         | m. t.      |
| 6        | Markus Zberg        | Rabobank              | m. t.      |
| 7        | Andrei Tchmil       | Lotto-Mobistar        | m. t.      |
| 8        | Tristan Hoffman     | TVM-Farm Frites       | m. t.      |
| 9        | Denis Zanette       | Polti                 | m. t.      |
| 10       | Lars Michaelsen     | La Française des Jeux | m. t.      |